# Élection présidentielle seychelloise de 2020
L'élection présidentielle seychelloises de 2020 a lieu du 22 au 24 octobre 2020 afin d'élire le président de la République des Seychelles. Des élections législatives sont organisées en même temps que le premier tour.
L'élection est remportée dès le premier tour par le candidat de l'opposition, Wavel Ramkalawan, conduisant à la première alternance à la présidence des Seychelles depuis l'indépendance du pays en 1976.

## Contexte
Le président sortant Danny Faure est éligible pour un second mandat. Il annonce sa candidature en 2019, et reçoit l'investiture de son parti lors de son trente troisième congrès en août de la même année,.
La principale figure de l'opposition, Wavel Ramkalawan, se présente sous l'étiquette de l'Union démocratique seychelloise (LDS), une coalition issue de la fusion de plusieurs partis d'opposition sortie vainqueur des législatives de septembre 2016. Il s'agit de la cinquième candidature de Ramkalawan à la présidentielle, le candidat ayant échoué en 2001, 2006, 2011 et 2015 à décrocher la présidence.
Ancien ministre du tourisme ayant quitté le gouvernement faute de soutien pour sa candidature au poste de secrétaire général de l'Organisation mondiale du tourisme, Alain Saint-Ange se présente sous l'étiquette de son propre parti, One Seychelles, et se fait remarquer pour sa campagne en faveur de la dépénalisation du cannabis à usage récréatif et de la formation d'un gouvernement de technocrates.

## Système électoral
Le président de la République est élu au scrutin uninominal majoritaire à deux tours pour un mandat de cinq ans renouvelable une seule fois. Si aucun candidat ne remporte la majorité absolue au premier tour, un second est organisé entre les deux candidats arrivés en tête, et le candidat réunissant le plus de suffrages est déclaré élu. Chaque candidat à la présidence se présente avec un colistier, candidat à la vice-présidence,.

## Résultats
|                          | Wavel Ramkalawan Ahmed Afif         | LDS                      | 35 562 | 54,91 |  |  |
|                          | Danny Faure Maurice Loustau-Lalanne | US                       | 28 178 | 43,51 |  |  |
|                          | Alain Saint-Ange Peter Sinon        | OS                       | 1 021  | 1,58  |  |  |
|                          |                                     |                          |        |       |  |  |
| Votes valides            | Votes valides                       | Votes valides            | 64 761 | 98,10 |  |  |
| Votes blancs et nuls     | Votes blancs et nuls                | Votes blancs et nuls     | 1 256  | 1,90  |  |  |
| Total                    | Total                               | Total                    | 66 017 | 100   |  |  |
| Abstention               | Abstention                          | Abstention               | 8 617  | 11,55 |  |  |
| Inscrits / participation | Inscrits / participation            | Inscrits / participation | 74 634 | 88,45 |  |  |

## Conséquences
Wavel Ramkalawan remporte le scrutin dès le premier tour. C'est la première fois depuis l'indépendance des Seychelles qu'un candidat non issu de l'ancien parti unique, depuis renommé en Seychelles unies, remporte la présidence.